# 伊塔瓜里
伊塔瓜里是巴西戈亚斯州的一个市镇。总面积135.525平方公里，总人口4607人，人口密度34人/平方公里。